# Bundesstraße 434
Pour les articles homonymes, voir Route 434.
La Bundesstraße 434 est une ancienne Bundesstraße de Hambourg et dans le Land de Schleswig-Holstein.

## Situation et accès
La Bundesstraße 434 reliait Hambourg-Uhlenhorst à Bargteheide. Historiquement, c'est la partie sud de la route royale de Hambourg à Lübeck.
L'itinéraire en détail dans Hambourg est la bifurcation de la Bundesstraße 5 à Friedrich-Schütter-Platz (Mundsburg), Hamburger Straße/Oberaltenallee, Barmbeker Markt, Bramfelder Straße, Bramfelder Chaussee, Saseler Chaussee, Bergstedter Chaussee, la frontière entre Hambourg et le Schleswig-Holstein près de Hoisbüttel, Ammersbek, Bargteheide, la jonction avec la Bundesstraße 75 qui y circulait autrefois en direction de Lübeck.
L'extrémité sud de la B 434 avait une connexion presque directe avec la B 75, les deux représentaient donc des itinéraires alternatifs.
Certaines parties de la B 434 dans le Schleswig-Holstein sont déclassées en mars 2005 en Landesstraße 225.